# Mumble rap
Mumble rap (adesea folosit pentru a descrie „emo rap” și „SoundCloud rap”) este un stil muzical derivat din Hip hop, care s-a răspândit în mare parte pe platforma de distribuire audio online, SoundCloud în anii 2010. Termenul de "mumble" implică o interpretare vocală neclară a artiștilor și, în general, se poate referi la rapperi care nu folosesc "accentul" tipic al genului.
Unii au criticat termenul ca inexact sau ca peiorativ, folosit pentru degradarea rapperilor mai tineri. Unii, cum ar fi capul versurilor de pe Genius, Stephen Niday, a spus că stilul nu este „nimic nou”, deoarece „au existat întotdeauna artiști greu de înțeles”. Alții au numit stilul "o nouă fază în evoluția genului și l-au apărat ca atare".

## Stil și etimologie
Termenul de „mumble rap” a fost folosit pentru prima dată în anul 2014 de jurnalistul Michael Hughes, într-un interviu cu rapperul Loaded Lux pe Vlad TV, despre apariția stilului în Hip hop. Există un dezacord cu privire la cine a cântat pentru prima dată într-un astfel de stil, deși creația sa a fost atribuită unor rapperi precum Gucci Mane, Chief Keef și, în special, Future, al cărui single cu rapperul canadian Drake „Tony Montana” din 2011 este adesea citat drept prima melodie "mumble rap". Termenul a fost folosit pentru a descrie rapperii ale căror versuri nu sunt clare, dar utilizarea termenului s-a extins pentru a include rapperi care pun, în general, puțin accent pe lirism sau calitate lirică. Unii au susținut că artiști precum Das EFX și Fu-Schnickens au cântat într-un stil similar cu ani înainte de crearea termenului. Rapperi de acest gen tind să vorbească despre droguri, sex, bani, bijuterii, produse fabricate de designeri vestimentari și petreceri opulente. Rapperii etichetați ca „mumble rappers” tind, de asemenea, să folosească fluxul „aye”, unde adaugă cuvinte precum „yeah”, „aye” și „uh” la începutul sau la sfârșitul liniilor lor, pentru a îmbunătății versurile lor, dar și pentru a suna mai bine pentru ascultător.
„Mumble rap” este un termen care adesea este folosit și ca termen derogatoriu, cu referire la o incoerență percepută a versurilor artistului. Oscar Harold, de la Cardinal Times, a afirmat că „mumble rap-ul” este înșelător, argumentând că rapperii precum Future se bazează mai mult pe melodiile pop și pe efectele vocale, precum Auto-Tune, decât pe voce. Justin Charity, un scriitor la The Ringer, susține că termenul este inutil și nu se referă de fapt la un tip specific de rap. Există dispute cu privire la faptul că unii rapper sunt mumble rapperi cu adevărat sau nu. Există, de asemenea, o contopire între mumble rap / SoundCloud rap și alte tipuri rap, cum ar fi Trap și cloud rap. Jurnalistul Troy L. Smith de la Cleveland Plain Dealer, scrie că 21 Savage este clasificat în mod nedrept ca fiind un "mumble rapper"

## Scena rap-ului de pe Soundcloud
În anul 2017, criticul muzical Jon Caramanica de la The New York Times a susținut că rap-ul de pe SoundCloud „a devenit cea mai vitală și perturbatoare nouă mișcare în Hip-hop”. Todd Moscowitz, fondatorul Alamo Records, a numit scena o „mișcare lo-fi” remarcând basul puternic distorsionat și lipsa intenționată de șlefuire a sunetului. Atunci când rapperul Ski Mask the Slump God a discutat despre sunetul și tehnicile de înregistrare ale genului Lo-Fi, a remarcat că "Energia brută a acestui lucru - denaturarea - este specialitatea noastră și am folosit asta în avantajul nostru." Revista Spin a menționat că compania SoundCloud nu a reușit să profite de popularitatea "Soundcloud rap-ului" pentru a-și îmbunătăți problemele financiare. În ianuarie 2019, citând decesele rapperilor Lil Peep în 2017 și XXXTentacion în 2018, intrarea lui Lil Xan în programul de dezintoxicare și problemele legale ale lui 6ix9ine, Stephen Witt de la revista Rolling Stone a susținut că valul rap-ului de pe SoundCloud din ultimii ani era acum în declin.

## Reacții

### Reacții critice
Rapperii care și-au exprimat nemulțumirea în privința rap-ului mumble includ J. Cole, Logic, Chris Webby, Russ, Joyner Lucas și Eminem. Pe albumul său Kamikaze, Eminem a criticat mai mulți „mumble rapperi” după ce a declarat că „The boom bap is coming back with an axe to mumble rap” în piesa „Caterpillar” a lui Royce da 5’9. acesta a făcut referire la Machine Gun Kelly, incluzând o linie în care el îl numea pe acesta un "mumble rapper". Rapperi precum Pete Rock și Joe Budden au criticat proeminent stilul pentru renunțarea la tradiția Hip-hop. În opinia criticului muzical Robert Christgau, „Rapul de pe SoundCloud este cel puțin la fel de afectat ca orice alt gen de Hip hop cu retorica sexistă, am nevoie de motive foarte bune pentru a o asculta." El a adăugat: „M-am săturat de cuvântul „curvă ”, neplăcându-i în special muzica lui XXXTentacion din aceste motive.

### Aprecieri
În apărarea acestui stil, Justin Charity de la revista The Ringer a sugerat că dezbaterea este „cu adevărat despre disconfortul cu modul în care o generație de tineri muzicieni a ales să își folosească vocile în moduri ciudate, fără precedent și împotriva dorințelor părinților și strămoșilor lor”. The Guardian a comparat stilul cu primul val de punk, remarcând o „simplitate sonică partajată, o inanitate strălucitoare și un sentiment de transgresiune”. Vibe a legat "mumble rap-ul" cu formele anterioare de Hip-hop, precum și scatting-ul jazz. Pentru conversație, Adam de Paor-Evans a contestat ideea că rap-ul nu este o reflecție a lenei, sugerând în schimb că este o reflecție exactă a plictiselii. "Red Bull Music Academy" a declarat că" oricum sunt etichetate - Soundcloud rap, emo-trap, mumble rap - un lucru este sigur: acești rapperi creează noi căi, împingând din nou limitele a ceea ce este rap-ul, pentru cine este destinat și cum este distribuit. "
Unul dintre pionierii rap-ului, Grandmaster Caz, a exprimat acceptarea stilului, afirmând că "este totul în regulă [...] sunt o generație diferită, fac un lucru diferit, au o agendă diferită și influențele lor provin din locuri diferite". Pionerul punk, George Clinton, din Parliament-Funkadelic, s-a declarat ascultător de mumble rap, afirmând că „încercăm să acordăm atenție oricărui gen de muzică nouă care îți va pune nervii la încercare”.

## O listă notabilă de "mumble rapperi"
1. 21 Savage
2. 6ix9ine
3. 9lokkNine
4. A Boogie wit da Hoodie
5. Asian Doll
6. Bankroll Fresh
7. BlocBoy JB
8. Blueface
9. Cardi B
10. Chief Keef
11. Comethazine
12. Denzel Curry
13. Desiigner
14. DRAM
15. Famous Dex
16. Fetty Wap
17. Future
18. Gucci Mane
19. Gunna
20. iLoveMakonnen
21. Juice WRLD
22. Jumex
23. Kid Buu
24. Kodak Black
25. Lil B
26. Lil Baby
27. Lil Durk
28. Lil Gotit
29. Lil Keed
30. Lil Mosey
31. Lil Nas X
32. Lil Peep
33. Lil Pump
34. Lil Skies
35. Lil Tecca
36. Lil Tjay
37. Lil Tracy
38. Lil Uzi Vert
39. Lil Xan
40. Lil Yachty
41. MadeinTYO
42. Migos
43. NLE Choppa
44. Nothing,Nowhere
45. Playboi Carti
46. Post Malone
47. Rich Homie Quan
48. Rich the Kid
49. Rico Nasty
50. Robb Banks
51. Ronny J
52. Scarlxrd
53. Sheck Wes
54. Ski Mask the Slump God
55. Skinnyfromthe9
56. Smokepurpp
57. Suicideboys
58. Tay-K
59. Travis Scott
60. Trippie Redd
61. Ty Dolla Sign
62. Ugly God
63. Wifisfuneral
64. XXXTentacion
65. YBN Almighty Jay
66. YBN Cordae
67. YBN Nahmir
68. YFN Lucci
69. YNW Melly
70. YoungBoy Never Broke Again
71. Young Thug
72. Yung Bans
73. Yung Gravy
74. Yung Lean